# 拝み屋横丁顛末記
『拝み屋横丁顚末記』（おがみやよこちょうてんまつき）は、宮本福助による日本の漫画作品。『コミックZERO-SUM』（一迅社）にて、2002年8月号から2017年8月号まで連載。また、それを題材としたテレビドラマ作品。単行本は全27巻。

## 概要
ごく平凡な、とある商店街。その一角に、周辺住民が「あそこには近付くな」と恐れてやまない横丁がある。クラシックな横丁に住むのは、陰陽師、エクソシスト、神父、拝み屋などの怪しげな人々。人呼んで「拝み屋横丁」での一風変わった日常を追うコメディ漫画。題材をホラーから取り込みつつも、そういった要素を全く感じさせないのが特長で、幽霊などを非常に人間的に描くことで人情噺や落語のようなコメディに仕立てている。作品のスタイル上続き物になることは少なく、基本的に一話完結で話が終わる。

## 主な登場人物
声はドラマCDのキャスト。
市川 文世（いちかわ ふみよ）
声 - 藤原啓治
主人公。拝み屋横丁の大家。34歳。何かと問題を起こし周辺住民に迷惑を掛け続ける横丁の人々に頭を抱えている。
家賃の滞納者が多い所為か、取り立て時には笑顔で毒舌を吐きながら住人たち（主に三爺）に迫る。
先代大家の息子で、何かしらの術や憑き物落としは出来るらしい。幼い頃に憑き物落としをして夏祭りを壊滅させている。
常に和服を着用（扉絵などでは洋装もする）。髪型はオールバックに近い。
あだ名は「大家さん」、「文世さん」。
市川 正太郎（いちかわ しょうたろう）
声 - 石田彰
文世の甥。高校生。文世の兄である父と喧嘩をし家出、そのまま拝み屋横丁の文世の元に転がり込む。
横丁住人唯一霊感が全くない。その為状況を良く理解出来ずにいるシーンも多い。また体を霊に乗っ取られることも多い。
メインキャラクターの中では文世と同じぐらいの常識人だが、恋愛感情には疎い。幼馴染の里加子のことを悪く思っておらず、友人として接している。
雑霊の集合体が乗り移ったカラスの絹代ちゃん（きぬよちゃん、声：雨蘭咲木子）と仲が良い（原因は第1話の正太郎の行動である）。
あだ名は「正ちゃん」。
三爺（さんじい）
良く3人で行動して、文世の家に入り浸っている横丁御隠居三人組のこと。元陰陽師・元神父・元神主である。
高田（たかだ）
声 - 小室正幸
特徴は帽子と甚平。
米倉（よねくら）
声 - 緒方賢一
特徴は丸眼鏡と小太りな体型。一人だけ洋装が基本である。
北見（きたみ）
声 - 北村弘一
特徴は坊主頭と和服。
伏見 東子（ふしみ とうこ）
声 - 玉川紗己子
霊感体質の、印税生活を夢見る売れない小説家。ネタと引き換えに住人たちに様々な便宜を図ることも多い。
締め切り前でなければ、数少ない常識人の1人である。
平井に告白されたが明確な返事は返さなかった。
徳光（とくみつ）
声 - 中田譲治
拝み屋であり怪しい霊感グッズも売る、横丁の問題児。
様々な事件に遭遇（自分から首を突っ込むことも）し、解決するつもりが更に事態を悪化させることが多い。
とある事件をきっかけにして、オカマの幽霊であるエンジェル（声：石川英郎）に惚れられてしまい、徳光を襲おうとする彼との戦いでそれまでの覇気が無くなってしまった。
平井 太郎（ひらい たろう）
声 - 鳥海浩輔
幽霊。当初は自身を江戸川乱歩であると言っていたが、その正体は同姓同名の別人。死因は病死。
自分を成仏させてもらう為に横丁に来たが、気付いたら自分の未練が何であったかを忘れてしまい、今に至る。
東子の家に住み着き、編集者のあしらい役をしている。が、その内に東子に恋心を抱き始める。
吉永 里加子（よしなが りかこ）
声 - 桑谷夏子
正太郎の幼馴染。同じ高校に通っている。
校内でも有名な美少女だが、極度の霊媒体質の為、付き合う男は皆霊障に遭ってしまう。
霊感体質ではなく、自分に唯一惚れない男である正太郎にアタックしているが、不器用なためなかなか報われない。
市川龍之介（いちかわ りゅうのすけ）
先代大家で文世の父。現在は隠居中。
傍若無人な性格にて最強。今でも厄介事を持ち込んでは横丁住人を震撼させ続ける伝説の人物。
いつもアヒルの蔵之介（くらのすけ）と一緒に現れる。

## ドラマ
2006年12月2日からテレビ朝日の土曜ミッドナイトドラマ枠（25:25 - 25:55）で放送された。全4回。

### キャスト
- 市川文世：うじきつよし
- 市川正太郎：中尾明慶
- 伏見東子：和希沙也
- 三爺
  - 高田：二葉しげる（玉川カルテット）
  - 米倉：松木ぽん太（玉川カルテット）
  - 北見：仲俊二（玉川カルテット）
- 徳光：辻谷嘉真
- 小林：川村雅彦

#### ゲスト出演
- 第一話
  - 斉藤暁、仲村みう
- 第二話
  - 玉川平助（玉川カルテット）
- 第三話
  - IZAM
- 第四話
  - 沢井美優、小島由利絵

### スタッフ
- 脚本：酒井直行、佐藤久美子
- ナレーター：滝口順平
- 演出：森田空海、木内麻由美
- プロデューサー：樽井勝弘、井上竜太
- チーフプロデューサー：桑田潔

### テレビ朝日以外の放送局
- 山形テレビ - テレビ朝日と同時
- 熊本朝日放送 - 2006年12月26日 - 29日（13:25 - 13:55）
- 鹿児島放送 - 2007年1月23日 - 25日（16:00 - 16:30）、27日（17:00 - 17:30）
- 東日本放送 - 2007年2月10日 - （25:25 - 25:55）
- 静岡朝日テレビ - 2007年2月24日 - 3月17日（25:30 - 26:00）
- 岩手朝日テレビ - 2007年3月21日 - 3月28日（25:15 - 25:45 / 第1 - 2話）、5月29日（24:45 - 25:40 / 第3 - 4話）
- 愛媛朝日テレビ - 2007年7月1日 - （25:45 - 26:15）
- 秋田朝日放送 - 2007年8月11日 - 9月1日（24:30 - 25:00）
- KBS京都 - 2007年8月12日 - 9月2日（22:00 - 22:30）

### 主題歌
- 「熱く燃える想い」 (Swamp Delta Rockcafe')

## ドラマCD
コミックZERO-SUMにて誌上通販された後、一般発売された。
- 拝み屋横丁顚末記 -横丁騒宴音盤-（2008年3月21日発売）
- 拝み屋横丁顚末記 -横丁華恋宴盤-（2008年4月23日発売）